# المسيحية في جزر أولاند

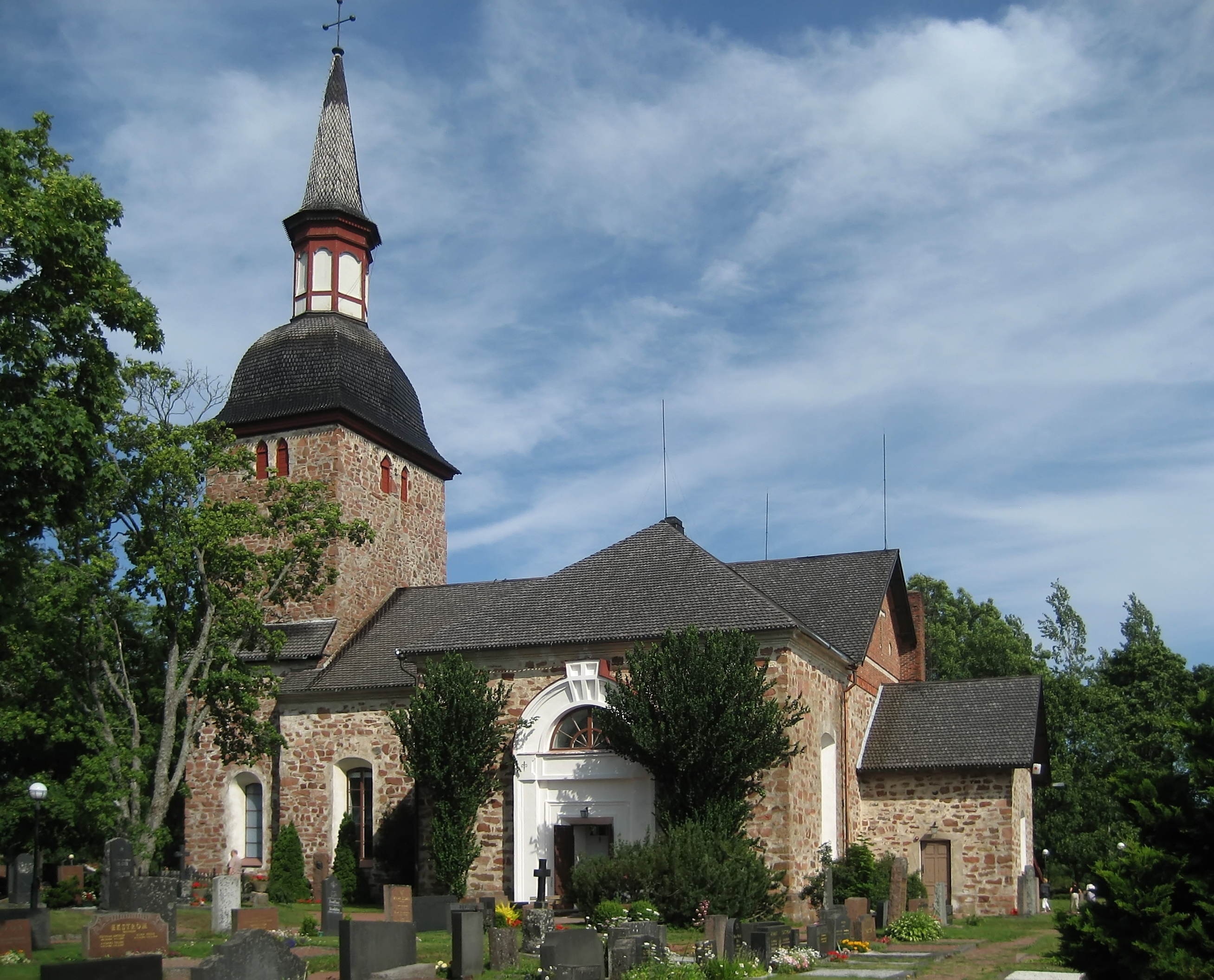
كنيسة سانت أولاف.

الغالبية العظمى من سكان جزر أولاند هم من أتباع الديانة المسيحية، حيث ينتمي حوالي 78.3% إلى الكنيسة الإنجيلية اللوثرية الفنلندية. تحوي الجزر على أقدم الكنائس المسيحية في فنلندا، بما في ذلك كنيسة سانت أولاف، والتي يعود تاريخها إلى أواخر القرن الثالث عشر ومن المرجح أن تكون الأقدم في فنلندا. أكبر كنيسة في جزر أولاند هي كنيسة القديس جورج في سوند، والتي يرجع تاريخها أيضًا إلى أواخر القرن الثالث عشر.